# Laghdira
Laghdira (en àrab لغديرة, Laḡdīra; en amazic ⵖⴷⵉⵔⴰ) és una comuna rural de la província d'El Jadida, a la regió de Casablanca-Settat, al Marroc. Segons el cens de 2014 tenia una població total de 19.973 persones.